# 國際健康功能與身心障礙分類系統
國際健康功能與身心障礙分類（英語：International Classification of Functioning, Disability, and Health，簡稱），這項健康分類系統經過世界衛生組織九年的修訂協調，終於在2001年5月22日批准了國際通用的版本。分類修正自1980年發展的「國際機能損傷、身心功能障礙與殘障分類」（International Classification of Impairments, Disabilities, and Handicaps，簡稱）與1997年發展的「國際機能損傷、活動與參與分類」（International Classification of Impairments, Activities and Participation，簡稱）。分類系統提供了統一的框架，對組成健康要件的功能性狀態與失能程度進行分類。
功能性狀態與失能程度，可視為是個體的健康狀況、環境背景因素與個人因素之間的複雜互動關係。一個人的健康圖像，是由「其所處的生活世界」中的許多因素與面向組合而成。主張這些因素與面向組成了一種互動性的動態過程，並非線性或靜態的。另外，允許透過評估的方式來判斷障礙程度，但它並不是一項測量工具。
不論一個人的健康狀況如何，分類系統都能適用。以中性字眼來描述醫學病因，關注於個體的功能性狀態，而非病症或疾患。另外，是一套考量到跨文化、年齡與性別變項的健康分類工具，這使分類系統適合在不同的人口背景下操作。
分類系統補充了世界衛生組織的國際疾病與相關健康問題統計分類第十版（ICD-10）的不足，因為中只包含了疾病診斷與健康條件的資訊，卻沒有功能性狀態的描述。與目前是世界衛生組織國際分類家族（WHO-FIC）中的核心分類系統。
分類主要由下列幾項概念組成：
- 身體功能（body functioning，代碼b）
- 身體構造（body structure，代碼s）
- 活動與參與（activity and participation，代碼d）
- 環境因素（environment factor，代碼e）與個人因素（personal factor）

## 名詞定義
- 身體功能(b)：身體系統的生理、心理功能。
- 身體構造(s)：身體的解剖部位，如：肢體、器官組織和其組成單位。
- 活動與參與(d)：活動是指可由單獨的個人執行之工作或任務；參與是指存在有兩人以上的生活情境之參與。
- 環境因素(e)：與人們日常生活和居住相關之自然、社會和態度的環境。

## 使用ICF的好處
使用ICF，對服務對象與健康專業人員都有好處。對服務對象的主要好處在於， ICF取代了以往只關心個人的醫學診斷結果，整合了個人健康狀態在醫學與社會方面的觀點，並且把一個人其生活世界的所有層面(發展、參與、環境...等)都表現在ICF分類當中。雖然診斷對於定義疾病原因、決定醫療處遇來說相當重要，但功能性狀態的侷限，往往才是用來規劃或執行適當處遇的最佳資訊(Lollar & Simeonsson, 2005)。一旦復健小組意識到服務對象每天所需的日常活動參與，便能利用ICF策劃出解決問題的先後順序。
以職能治療師為例，他需觀察服務對象是如何進行每天的活動，並將服務對象的功能性狀態記錄下來。這項紀錄資訊可用來確定個人能力能被如何改善、以及環境能被如何改善以促進個人表現的程度(Bornman，2004)。例如：教導聾啞兒童手語，將有助於有效互動的進行，並增加與家庭之間的參與。
ICF不僅可使用在復健治療上，也能使用在與其他醫療學科、醫院、政府健康相關行政、管理部門與政策制定者之間的交流(Stucki, Ewert, & Cieza, 2002)。所有項目都有明確且清楚的定義描述，能清晰並簡單地應用於實際的日常生活評估當中(Üstün, Chatterji, Bickenbach, Kostanjsek, & Schneider, 2003)。使用ICF統一且標準化的語言與架構，對不同領域群體之間的溝通有所幫助。

## ICF與臨床科學的關聯
瞭解疾病如何影響一個人功能性狀態的運作，能為長期失能或患有慢性病症的對象規劃出更好的服務、處遇與復健(Hemmingson & Jonsson, 2005)。目前的ICF創建出對個體健康形成全面性概況的整合瞭解，取代了單純著眼於個體健康狀況的作法。使用ICF帶來的影響，包括了：強調個體的自主性力量、以干預介入的方式來提高個體的能力，協助他們更廣泛地參與社會，也同時考慮環境與個人因素造成的可能阻礙(Bornman, 2004)。限定值(Qualifiers)：ICF限定值"可能是將標準環境中的臨床狀態，轉換為每天日常生活功能性狀態的最好說明"(Reed et al., 2005)。限定值能夠使所有團隊的成員量化出問題的程度。若沒有限定值的運用，ICF的編碼(code)項目也會失去原有的意義。在ICF限定值當中，損傷(Impairment)、限制(Limitation)與侷限(Restriction)的程度，分作五級：
- 0 (完全沒問題；0-4%)：問題出現的頻率低於5%的時間。
- 1 (有輕微問題；5-24%)：在30天之內，問題出現的頻率低於25%的時間，且該程度是當事者能忍受的情況。
- 2 (有中度問題；25-49%)：在30天之內，問題出現的頻率低於50%的時間，且該程度偶爾干擾當事者的日常生活。
- 3 (有嚴重問題；50-95%)：在30天之內，問題出現的頻率高於50%的時間，且該程度經常干擾當事者的日常生活。
- 4 (完全有問題；96-100%)：在30天之內，問題出現的頻率高於95%的時間，且該程度完全干擾當事者的日常生活。

環境因素的限定值，則是界定出負面與正面影響的量尺，意思是量化環境造成的阻礙或促進的程度(WHO, 2001)。環境因素的限定值也可用來描述處遇介入後的改善成效。

## ICF核心編碼組
核心編碼組(Core Sets)可以作為分類跟描述當事人功能性狀態的一種參考架構與操作工具，也是更具有時間效率的方式。ICF分類在臨床的操作上，使用了超過1,400項的類別(Categories)編碼(Arlinger et al., 2006)。利用ICF龐大的類別編碼，相當耗費評估人員的時間。因此，只需要一小部分必要的類別編碼。一般情況中，利用20%的編碼就足以解釋80%在實際狀況中的觀察(Üstün, Chatterji, & Kostanjsek, 2004)。ICF核心編碼組是用來描述當事者功能性狀態的必要類別編碼，而且組合中的類別編碼數量，應該盡可能越少越好(Rauch et al., 2008)。若可將適當的ICF類別應用在個別的當事人身上，核心編碼組就能增加評估者之間對臨床案例進行編碼的可信度。只要把所有適當的類別列入核心編碼組，可確保在跨領域學科的評估過程中，專業評估人員不會遺漏掉某些重要功能性狀態的觀察(Rauch et al., 2008)。

## 國際健康功能與身心障礙分類：孩童與青少年版
國際健康功能與身心障礙分類：孩童與青少年版(International Classification of Functioning, Disability and Health for Children and Youth，簡稱ICF-CY)以國際健康功能與身心障礙分類(ICF)的概念架構作為基礎，採用ICF的架構與類別，但ICF-CY擴大了ICF的範圍，並增加ICF中沒有的附加細節，以統一與標準化的語言，記錄嬰幼兒、孩童與青少年在身體功能、構造與其相關環境因素的活動限制(Activity limitations)與參與侷限(Participation Restrictions)。
ICF-CY是針對出生至18歲以內的孩童與青少年，它能幫助醫生、教育人員、研究人員、行政人員、政策制定者與父母們，為孩童與青少年記錄對其促進成長、健康和發展相當重要的特徵。孩童的成長與發展，是構成ICF-CY其鑑定與適用內容的核心議題，包含了發展中孩童的認知、語言、遊戲、性格與行為的特質。

## 延伸閱讀
- 鄺浩然︰1.5 殘疾認知的發展（页面存档备份，存于），載《【用心聽 聾健共融】通識教材套》，頁9-11，龍耳出版，2013年9月
- 特教平權

## 外部連結
- 行政院衛生署委託科技研究計畫「國際健康功能與身心障礙分類系統編碼」(翻譯文件)[永久]
- 行政院衛生署「國際健康功能與身心障礙分類系統」翻譯文件[永久]
- 財團法人愛盲基金會─ICF政策專區
- 世界衛生組織─ICF介紹（页面存档备份，存于）
- 瑞士ICF案例研究（页面存档备份，存于）
- 世界衛生組織ICF研究部門
- ICF編碼瀏覽器 （页面存档备份，存于）